# Шалаёвка (река)
Шалаёвка — река в России, протекает в Великоустюгском районе Вологодской области. Устье реки находится в 37 км по левому берегу реки Луза. Длина реки составляет 17 км. В 2 км от устья принимает справа реку Чупановка.
Исток реки в лесном массиве в 2 км к северу от деревни Томашево и в 38 км к юго-востоку от центра Великого Устюга. Река течёт в верхнем течении на северо-восток, в нижнем — на север. Верховья реки расположены в ненаселённом лесном массиве, в низовьях течёт через село Первомайское и соседние с ним деревни Игнатьевская и Кушалово. Притоки — Чупановка, Лубягинка (правые).
Впадает в Лузу двумя километрами севернее села Первомайское. Ширина реки на всём протяжении не превышает 10 м.

## Данные водного реестра
По данным государственного водного реестра России и геоинформационной системы водохозяйственного районирования территории РФ, подготовленной Федеральным агентством водных ресурсов:
- Бассейновый округ — Двинско-Печорский
- Речной бассейн — Северная Двина
- Речной подбассейн — Малая Северная Двина
- Водохозяйственный участок — Юг
- Код водного объекта — 03020100212103000013300